# 19-я ракетная дивизия
19-я Запорожская Краснознамённая орденов Суворова и Кутузова ракетная дивизия — ракетное соединение в составе 43-й ракетной армии РВСН Вооружённых сил Союза ССР.
Условное наименование — Войсковая часть (В/Ч) № 33874. В 1999 году на базе дивизии была создана 1-я ракетная дивизия Сухопутных войск ВС Украины Вооружённых сил Украины.

## История
19-я ракетная дивизия сформирована в декабре 1960 года на основании директивы МО СССР от 1 декабря 1960 года на базе 7-й артиллерийской Запорожской Краснознамённой орденов Суворова и Кутузова дивизии прорыва РВГК с передачей почётного наименования и наград предшественницы. Штаб и один полк — в город Гайсин Винницкой области УССР, ещё три полка — в Хмельницком, Ярмолинцах и Виннице.
Дивизия получила на основное вооружение 42 ракеты средней дальности Р-12 и Р-14 наземного (30 ракет) и шахтного (12 ракет) базирования, имевшие дальность полёта от 2 до 4,5 тысяч километров.
С 1964 вместе со штабом дислоцировалась в с. Раково (сейчас — микрорайон г. Хмельницкий). Уже через год после окончательного перебазирования началось переоснащение и подготовка к принятию на вооружение новой межконтинентальной ракеты УР-100. Появление новых ракет вызвало потребность сформировать в дивизии ещё два полка, а также сопутствующие технические подразделения.
В 1970 году с целью боевого обеспечения была сформирована 109-я отдельная вертолётная эскадрилья (в/ч 25930) с местом базирования в районе с. Давыдковцы.
С 1972 года на Хмельнитчине началось формирование ещё трёх полков. В результате 19-я ракетная дивизия получила окончательную структуру — 9 ракетных полков, шахтный командный пункт и 10 шахтных пусковых установок. Таким образом, вокруг Хмельницкого базировалось 90 межконтинентальных ракет УР-100Н (по международной классификации — SS-19 «Стилет»). Одна такая ракета имела 6 раздельных боеголовок по 550 килотонн каждая.
В начале 1990-х годов на вооружении дивизии в девяти полках находилось 90 МБР шахтного базирования УР-100Н УТТХ, каждая имела по 6 ядерных боеголовок.
30 ноября 1999 года 19-я ракетная дивизия была расформирована. Боевое знамя передано в 1-ю ракетную дивизию Сухопутных войск ВС Украины, впоследствии — в 19-ю ракетную бригаду, входившую в состав 1-й РД. Правопреемником 19-й РД стал Узел связи 43-й ракетной армии, а затем — 24-й арсенал РВСН (в/ч 14247), пгт Вакуленчук).

## Состав

### 1961
- управление
- 429-й ракетный полк (г. Староконстантинов, Хмельницкая область);
- 430-й ракетный полк (пгт. Ярмолинцы);
- 431-й гвардейский ракетный полк (г. Бердичев, Житомирская область);
- 433-й гвардейский ракетный полк (г. Гайсин, Винницкая область).

### 1972
- управление
- 97-й ракетный полк имени 60-летия ВЛКСМ (в/ч 41203) (с. Гвардейское);
- 429-й ракетный полк (?);
- 430-й ракетный полк (пгт Виньковцы Хмельницкой области);
- 541-й ракетный полк (пгт Меджибож Хмельницкой области);
- 543-й ракетный полк (г. Хмельницкий);
- 545-й ракетный полк (мкр. Раково, г. Хмельницкий).

### 1991
- управление
- 97-й ракетный полк имени 60-летия ВЛКСМ (в/ч 41203);
- 299-й ракетный полк (в/ч 49478);
- 429-й ракетный полк (в/ч 54145);
- 430-й ракетный полк (в/ч 54266);
- 541-й ракетный полк (в/ч 01033);
- 543-й ракетный полк (в/ч 29434);
- 545-й ракетный полк (в/ч 29485);
- 571-й ракетный полк (в/ч 29473);
- 700-й ракетный полк (в/ч 59943).

## Вооружение
- Р-12 (8К63) (1961—1971 гг.)
- Р-14 (8К65) (1962—1972 гг.)
- УР-100Н (РС-18А / 15А30) (1973—1983 гг.)
- УР-100НУ (РС-18Б / 15А35) (1979—1998 гг.)

## Командиры дивизии
- генерал-майор Кобзарь Дмитрий Александрович (27 августа 1960 — 22 марта 1963)
- генерал-майор Краснощек Александр Трофимович (22 марта 1963 — 31 августа 1970)
- генерал-майор Егоров Вячеслав Фёдорович (август 1970 — сентябрь 1975)
- генерал-майор Архипов Валентин Васильевич (сентябрь 1975—1978)
- генерал-майор Алташин Иван Иванович (1978 — февраль 1985)
- генерал-майор Пронин Геннадий Иванович (февраль 1985 — июнь 1990)
- генерал-майор Каримов Рустам Бакиекич (июнь 1990 — январь 1994)
- генерал-майор Швец Виктор Владимирович (январь 1994 — октябрь 1997)
- генерал-майор Сподарук Юрий Арсентьевич (октябрь 1997 — октябрь 1999)

## 19-я отдельная ракетная бригада
19-я отдельная ракетная бригада «Святая Варвара» (19 ОРБр, в/ч А4239, пп В3225) — тактические соединение ракетных войск Вооруженных сил Украины. Бригада вооружена тактическими ракетными комплексами «Точка». Бригада находится в непосредственном подчинении командования Сухопутных войск Украины. Главное назначение бригады — высокоточное огневое поражение противника на тактическую глубину построения его боевых порядков путем нанесения групповых и одиночных ракетных ударов по войскам и важным объектам, а при действиях на приморском направлении — для поражения ударных группировок флота противника, его военно-морских баз, портов, морских десантов.
19 ракетная бригада сформирована в октябре—ноябре 1997 года на основании Директивы Министра обороны Украины от 1 апреля 1997 года № 111/1/0116. Днем создания части официально считается 9 ноября 1997 года.

### Война на Донбассе
Согласно интервью начальника Генерального Штаба ВС Украины Виктора Муженко, Вооруженные Силы Украины довольно интенсивно использовали комплексы «Точка-У» против российских боевиков на Донбассе. Первые случаи использования комплекса состоялись во время боев за Саур-Могилу в августе 2014 года. За два года войны всего было выпущено около ста ракет комплекса «Точка-У» с различными боевыми частями для выполнения различных задач.

### События 2022 года
В ходе вторжения России в Украину представители Вооружённых сил РФ предприняли попытку переложить вину в обстреле гражданских на железнодорожной платформе в Краматорске с себя на 19-ю бригаду. Сколь-либо существенных доказательств причастности 19-й бригады предоставлено не было, независимые расследования подтвердили запуск ракеты с российской стороны.

По имеющимся данным разведки, один из дивизионов 19-й ракетной бригады, вооруженный ракетными комплексами «Точка-У», в момент удара по Краматорску находился в районе населенного пункта Доброполье Донецкой области, в 45 км юго-западнее Краматорска. Данный район пока находится под полным контролем украинской группировки войск на Донбассе.— Минобороны России